# Păcureți
Păcureți is een Roemeense gemeente in het district Prahova.
Păcureți telt 2346 inwoners.